# Dagmaat (oppervlaktemaat)
Een dagmaat (ook dagmat, dagmad, deimt, mad, mat of dagwerk) is een historische oppervlaktemaat in Noord-Nederland, Noord-Holland, Oost-Friesland en Noord-Friesland. Een dagmaat stond voor de hoeveelheid land (doorgaans hooiland) die één maaier op een dag tijd kon maaien met de zeis.
De conventionele grootte van een dagmaat verschilde van streek tot streek. Een dagmaat kwam  op verschillende plaatsen overeen met een halve bunder. Een Groningse dagmaat – in het Gronings deimat of deimt genoemd, een oud leenwoord uit het Oudfries deimeth, van dei (dag) en meth (mad, met de zeis gemaaid stuk land) – mat in het Oldambt 4997 m² en in Oost-Friesland ca. 6000 m². In Drenthe mat een dagmaat 0,68 hectare of 400 vierkante roeden (Groninger maat).